# 費比厄斯 (密蘇里州)
費比厄斯（英語：Fabius）是位於美國密蘇里州諾克斯縣的非建制地區。

## 歷史
費比厄斯的郵局於1897年設立，其後於1935年停運。

## 地理
費比厄斯所處的海拔為高於海平面207米（即679英呎），而該地所採用的時區為UTC-6，即北美中部時區（CST）。同時該地設有夏令時間，為UTC-6調快一小時，即UTC-5（CDT）。